# Mals usos

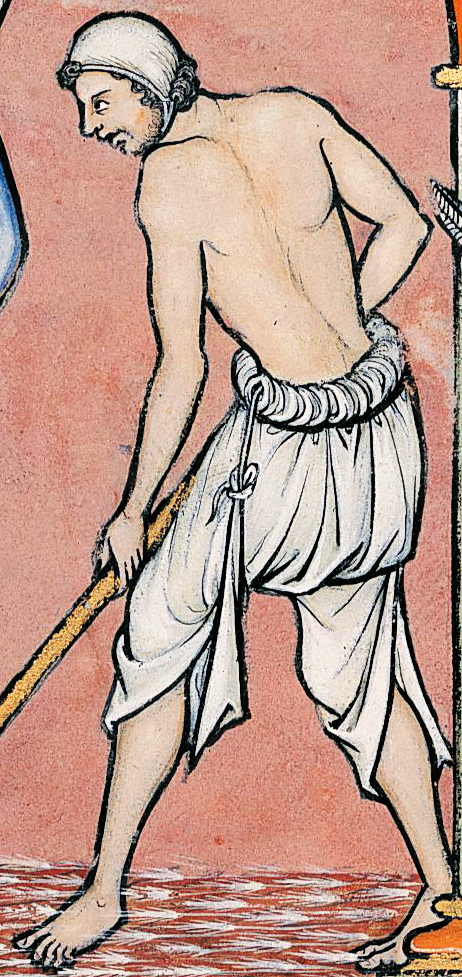
Un camperol en una bíblia del segle XIII

Els mals usos són un conjunt de determinats costums feudals, generalment gravàmens i maltractaments, a què estaven sotmesos els pagesos per part del seu senyor a l'edat mitjana a la corona d'Aragó i també en altres països feudals europeus. Aquestes obligacions es poden relacionar amb el Ius Maletractandi, un dret aprovat per les Corts de Cervera del 1202 que facultava els senyors per maltractar, empresonar i desposseir els pagesos dels seus béns.
A mesura que avançava la baixa edat mitjana, amb la gradual recuperació d'usos propis del dret romà, els mals usos es comencen a veure com a abusius. No obstant això, a causa de la crisi de l'edat mitjana, molts nobles veuen reduir les seves rendes i el seu nivell de vida. La «reacció senyorial» fa reviure els mals usos per tal d'augmentar la seva recaptació, cosa que provoca revoltes importants.

## Catalunya
Al Principat de Catalunya la població va estar molt controlada per la noblesa feudal i, generalment, s'establia un nombre concret de prestacions que, més tard, serien considerades mals usos. Trobem, sobretot, aquests mals usos amb relació amb les terres de l'anomenada Catalunya Vella. La submissió del pagès a la terra que treballava feia que hagués de pagar una redempció o remença en cas de voler abandonar-la. Els pagesos afectats per aquesta servitud es coneixen com a remences.
Als Usatges de Barcelona només s'hi recullen tres d'aquestes obligacions (intestia, cugucia i eixorquia), però en la pràctica varen existir-ne més, tot i que els més freqüents, i amb la possibilitat de ser redimits pagant un tribut al senyor en la sentència de Guadalupe de 1486, són:
- Intestia: és un dret senyorial que penalitzava els pagesos que morien sense fer testament. La penalització consistia en la confiscació d'una part dels seus béns, en la majoria dels casos, en una tercera part. Pella i Forgas esmenta com a costum del mal ús d'intestia “gairebé general” la diòcesi de Girona,[3] en què l'“home jove” (el pagès que no tenia mas) que moria intestat i sense fills, els seus béns es repartien en tres parts: una d'aquestes era per al senyor, l'altra per als familiars i la darrera se subdividia altre cop en tres parts: l'una per a la família, l'altra per als clergues, perquè resessin per l'ànima del finat i la darrera per a repartir entre els pobres.[4]

- Eixorquia: penalització per mort d'un pagès de remença sense descendència. El senyor rep una tercera part de l'herència del pagès.[5]

- Cugucia: penalització per la infidelitat matrimonial de la muller d'un pagès de remença. Si la muller del pagès era trobada culpable d'adulteri que no havia estat consentit pel marit, aquest i el senyor es partien en igual proporció els béns de l'adúltera; si hi havia hagut consentiment del marit en l'adulteri, el senyor es quedava amb la totalitat dels béns. Per contra, les dones que haguessin comès adulteri per temor o manament del marit no perdien els béns i, si elles volien, eren separades del marit i recuperaven el dot i l'escreix.[6] Etimològicament, deriva de la paraula cucut, cornut.[7] Històricament, al comtat franc de Tarragona als segle xi i xii, pena imposada sobre els béns de la muller adúltera. A partir del s. XIII, mal ús de dret privat, derivat de l'antiga institució de dret públic, a benefici dels senyors de masos o bordes, com a pena sobre el pagès de remença cuguç, encara que aquest no hagués consentit l'adulteri, sinó tan sols pel fet que hagués existit. Fou abolida per la Sentència de Guadalupe el 1486.

- Àrsia: penalització al pagès que se li ha cremat el mas o la collita, en concepte de negligència i destrucció dels bens del senyor. El pagès ha de pagar una indemnització al senyor d'una tercera part dels béns mobles que li quedessin.[8]

- Ferma d'espoli forçada: era l'exacció d'una part dels béns dels pagesos quan garantien el dot de la muller amb el mas del seu senyor, arran del matrimoni dels seus vassalls. Hem de recordar que l'emfiteuta tenia el domini útil del mas i el senyor en tenia el domini directe.

- Remença personal: els pagesos sotmesos a la servitud de la gleva no podien abandonar el mas que treballaven sense haver-se redimit per part del seu senyor feudal. La redempció afectava no solament el pagès, sinó també la muller i, sobretot, els fills i filles. Els preus de redempció varien molt en el transcurs del temps i estan en consonància amb l'avaluació que es fa del mas. Les donzelles incorruptes es redimien pagant al seu senyor una quantitat fixa. En la diòcesi de Girona, eren dos sous i vuit diners.

A aquests sis mals usos principals, encara es poden afegir altres costums senyorials, com:
- Farga de destret: el pagès té l'obligació de comprar i de reparar les eines de treball a la farga del senyor. Era el monopoli o destret senyorial de la ferreria o lloçol.[9]
- Molí: obligació o destret de moldre el blat al molí senyorial.
- Forn: obligació o destret de coure el pa al forn del senyor. Sobretot a les terres amb un poblament concentrat.
- Jova: és l'obligació del pagès de treballar amb un jou d'animals les terres del senyor durant uns dies determinats a l'any.[10]
- Tragí: obligació de traginar el blat o qualsevol altre producte del senyor.

Al segle XIV comença una crisi a causa de la mortalitat de la pesta negra i de l'emigració cap a la ciutat, que va provocar una davallada de la població al camp, comportant que la terra conreada disminuís i, conseqüentment, els ingressos dels senyors. Per contrarestar aquesta disminució d'ingressos, augmenten la pressió sobre els pagesos amb el consegüent malestar. Les fortes tensions entre senyors i remences, pagesos sotmesos a la servitud hereditària de la gleva que no podien abandonar el mas sense haver-se redimit del seu senyor i la necessitat de la corona de limitar el poder dels nobles, alineats amb els poders institucionals de Catalunya, aconsella Alfons el Magnànim a dictar el 1448 una reial provisió, en la qual permetia reunions de pagesos, per suprimir els mals usos i recaptar fons per pagar al rei per la seva intervenció. Amb aquesta finalitat, es constituí un gran sindicat remença, que durant el bienni 1448-1449 tingué més de quatre-centes reunions controlades per un oficial reial.
El 14 de gener del 1455, el rei Alfons publicà la sentència interlocutòria que suspenia els mals usos, que després d'una nova anul·lació, va ser confirmada el 9 de setembre de 1457, quan el rei va anunciar que renunciava definitivament a tornar a Catalunya i a rebre l'ajuda oferta per les Corts catalanes, i les disposicions de la corona foren executades el 15 de gener de 1458, el lloctinent de Catalunya i futur rei Joan d'Aragó i d'Albuquerque. El 27 de juny del 1458, mor sobtadament el rei Alfons a qui succeeix el seu germà Joan, que heretà aquest clima de revolta al camp que li resultarà beneficiós en el seu enfrontament amb el poder polític català i el 1460 va reinstaurar l'ordre de suspensió dels mals usos. La Guerra dels remences, iniciada el 1462, coincideix en dates amb la guerra Civil catalana i situa la Diputació del General amb dos fronts oberts: la lluita al camp contra els remences i la lluita contra el rei.
Els mals usos varen ser una de les causes, si bé no l'única, de la Guerra dels remences, entre 1460 i 1486, any en què foren abolits per Ferran II d'Aragó per la sentència arbitral de Guadalupe de 1486, que redimia els mals usos amb un pagament previ de 60 sous per mas, i abolia el dret a maltractar i molts altres abusos senyorials menors. Els pagesos van conservar el domini útil del mas, però havien de fer homenatge al senyor i pagar drets emfitèutics i feudals.

## Corona de Castella
En la corona de Castella, és difícil determinar en què consistien els mals usos per estar subjectes més a la tradició oral; però, en general, fan referència als coneguts malos fueros, és a dir, règims feudals més durs en prestacions. Com que, a Castella, la repoblació intentava atreure gent d'altres zones o països, rarament els furs o les lleis eren dures; per això, els mals usos són esporàdics o simplement són pagaments monetaris. És difícil fixar-ne una llista, però alguns exemples serien:
- Adscripción del pagès a la terra, impedint que pugui abandonar-la. Equivalent a la remença.
- Banalidades com l'obligació de fer servir el molí o el forn del senyor, amb el pagament previ d'una taxa.
- La mañería o maniñádego: permetia al senyor apropiar-se de part dels béns d'un serf que hagués mort sense descendència.
- Saca de pan: A França, per exemple, estava prohibit treure gra del senyoriu feudal, en part per a evitar l'escassetat i en part per a evitar l'especulació; però, a Castella, es podia fer amb el pagament previ d'una taxa.
- La tercería era l'obligació que el pagès es fes càrrec d'administrar béns senyorials. Aquesta càrrega significava dures responsabilitats, entre d'altres, la de reposar qualsevol pèrdua amb el patrimoni personal del pagès. La tercería va ser prohibida en les leyes capitulares de 1440, promulgades per Enric IV de Castella.
- El privilegio de corral: que permetia al senyor emportar-se aviram, vedells i tota mena de bestiar. Les lleis capitulars (en castellà, leyes capitulares) de 1440 obligaven el senyor a compensar en metàl·lic tot allò que s'emportés.
- Sense llet: si la dona del noble tenia un fill i no podia donar-li llet per problemes de pit, els nobles miraven les dones que haguessin tingut un fill de feia poc i els manaven que anessin al castell i fessin de mare a l'hora de donar llet.[17]